# Charles Hodge
Charles Hodge (Filadélfia, Pensilvânia, 27 de dezembro de 1797 – Princeton, Nova Jersey, 19 de junho de 1878) foi professor, exegeta, escritor, pregador e pastor Presbiteriano norte-americano e um dos maiores expoentes e defensores do Calvinismo histórico nos Estados Unidos durante o século XIX. Ele define a teologia como uma apresentação dos fatos da bíblia, dando ênfase na ordem dos mesmos e em suas relações.

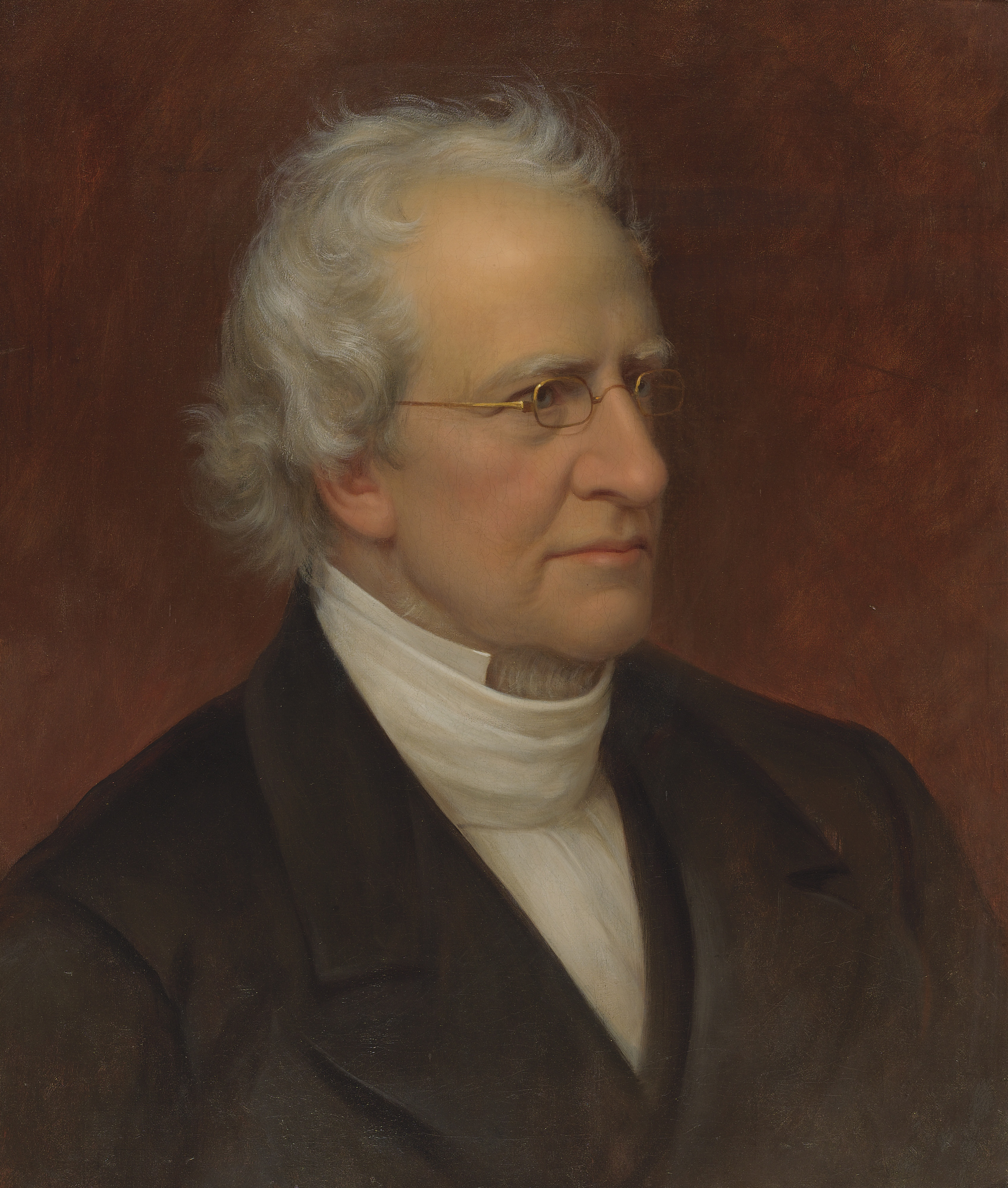
Charles Hodge (Rembrandt Peale)

A teologia escrita por Charles Hodge é considerada por seus seguidores como fiel à Bíblia, uma vez declarado que "Sua Teologia Sistemática não é especulativa, nem filosófica, nem teórica, mas Bíblica".
Chamado de "O Velho Hodge" esta Teologia Sistemática é fiel a Reforma Protestante do século XVI.

## Biografia
Ele matriculou na College of Nova Jersey (Atual Universidade de Princeton), em 1812, e após a formatura, em 1816, entrou no Seminário Teológico de Princeton (Princeton Theological Seminary), tendo entre seus colegas seus dois amigos ao longo da vida, John Johns, bispo episcopal depois de Virginia, e Charles P. Mollvaine,que depois tornou-se bispo episcopal de Ohio. Em 1819, Hodge foi licenciado como ministro do Presbitério de Filadélfia, e pregou regularmente a quedas de Schuylkill, o Arsenal de Filadélfia, e Woodbury, New Jersey, nos meses subseqüentes. Em 1822 ele tornou-se professor na Assembleia Geral da bíblia e literatura Oriental. Em 1822 ele se casou com Sarah Bache, bisneta de Benjamin Franklin. Logo depois viajou para o exterior (1826-1828) para fazer estudos especiais, e em Paris, Halle e Berlim, frequentou as aulas de Silvestre de Sacy, Tholuck Friedrich, Wilhelm Ernst Hengstenberg e agosto Neander . Lá ele também se tornou familiarizado pessoalmente com Friedrich Schleiermacher.
Em 1824, ele ajudou a fundar a Phi Chi Society junto com Robert Baird e Archibald Alexander. Em 1825, fundou o repertório bíblico e Princeton Review, e durante quarenta anos foi seu editor e principal contribuinte para suas páginas. Em 1840 ele foi transferido para a cadeira de teologia didática, mantendo, no entanto, o departamento do Novo Testamento à exegese, as funções de que ele continuou a cumprir até à sua morte. Foi moderador da Assembleia Geral de Nova Jersey em 1846.
Em 1872, foi concluída cinquenta anos de sua cadeira, e o evento foi o mais impressionante comemorado em 23 de abril deste mesmo ano. Uma grande multidão, incluindo 400 de seus próprios alunos, reunidos para fazer-lhe homenagem. Representantes de diversos institutos teológicos, nos EUA e no exterior, dando os parabéns, e palavras profundas que expressam simpatia com a ocasião, veio de homens ilustres de todos os cantos da terra.
Hodge gostava que o presidente Woolsey, no jubileu acaba de referir, esperava que ele poderia gostar, "A velhice doce." Ele viveu no meio dos seus filhos e netos, e, quando o último momento chegou, eles se reuniram em volta dele.
"Querida", disse ele a uma filha querida, "Não chore, Estar ausente do corpo é estar presente com o Senhor. Estar com o Senhor é vê-lo. Para ver o Senhor é para ser como ele".
Das crianças que sobreviveram a ele, três ministros e dois destes o sucederam na faculdade de Seminário Teológico de Princeton, CW Hodge, no departamento de teologia exegética, e AA Hodge, em que de dogmática. Um neto, CW Hodge, Jr., também lecionou por muitos anos no Seminário de Princeton.

## Obras Literarias e Atividades de Ensino
Hodge escreveu muitas obras teológicas. Ele começou a escrever no início de sua carreira teológica e continuou a publicar até sua morte. Em 1835 ele publicou o seu Comentário sobre a Carta aos Romanos, que é considerada sua maior obra exegética. Outros trabalhos seguiram em intervalos de maior ou menor duração - História Constitucional da Igreja Presbiteriana dos Estados Unidos (1840); Estilo de Vida (1841, republicado em Inglaterra, traduzido para outros idiomas, e distribuído na proporção de 35.000 cópias nos Estados Unidos ); Comentário sobre Efésios (1856); Primeira Coríntios (1857), Segunda Coríntios (1859). Seu best seller é a Teologia Sistemática (1871-1873), de 3 volumes e se estendendo até 2260 páginas. Seu último livro, O que é darwinismo? apareceu em 1874. Além de tudo isso deve ser lembrado que ele contribuiu para cima de 130 artigos para a revisão de Princeton , muitos dos quais, além de exercer uma influência poderosa no momento da sua publicação, já foram reunidos em volumes, e como a seleção de ensaios e Críticas da Princeton Review (1857) ter tido um lugar permanente na literatura teológica.
Este registro literário de vida Hodge é sugestivo da grande influência que ele exerceu. Mas para estimar adequadamente essa influência, é preciso lembrar que 3000 os ministros do Evangelho passou sob sua instrução, e que lhe foi concedido o privilégio raro, no decurso de uma longa vida, de conseguir a distinção como um professor, exegeta, pregador, polemista, eclesiástica e teologia sistemática. Como professor, ele teve poucas iguais, e se ele não mostrar presentes populares no púlpito, ele revelou homiletical poderes de uma ordem elevada nas conferências "em sábado à tarde, onde falou com a sua clareza e precisão lógica acostumados, mas com grande espontaneidade e ternura surpreendente e unção.
literária poderes de Hodge foram vistos no seu melhor em suas contribuições para a revisão de Princeton, muitas das quais são reconhecidas obras-primas da escrita controversa. Eles cobrem uma ampla gama de assuntos, desde apologética questões que dizem respeito cristianismo comum às questões de administração eclesiástica, na qual só os presbiterianos foram supostamente ter interesse. Mas as questões em debate entre os teólogos da América durante o período abrangido pela vida Hodge pertenciam, na sua maior parte, com os departamentos de antropologia e soteriologia, e foi sobre estas, portanto, que os seus poderes foram aplicados principalmente polêmica.

## Caráter e Significado
Hodge foi um homem de afeto, de impulsos generosos. A devoção a Cristo foi a característica marcante de sua experiência, e foi o teste que ele julgou a experiência dos outros. Assim, embora um presbiteriano e calvinista, suas simpatias iam muito além das fronteiras da igreja. Ele recusou-se a entreter a visão estreita de política da igreja que alguns de seus irmãos defenderam. Ele repudiou a posição anti-histórica de quem negou a validade do batismo da Igreja Católica. Ele deu a sua solidariedade para com todas as agências de bom.
Ele era conservador por natureza, e sua vida foi gasta em defesa da teologia reformada, tal como estabelecido na Confissão de Fé de Westminster e os dois catecismos: o Catecismo Maior de Westminster e o Breve Catecismo de Westminster.

## Pontos de Vista Sobre Temas Polêmicos

### Escravatura
Hodge apoiadou a escravidão em 1830, no entanto ele condenou os maus-tratos de escravos, ele não condenou a instituição da escravidão em si.
A Igreja Presbiteriana foi dividida ao longo das mesmas linhas, que mais tarde se dividiu durante a Guerra Civil Americana. Hodge mesmo foi dividido entre os abolicionistas do Norte e os democratas do Sul, e usou sua influência considerável na tentativa de restaurar a ordem e encontrar um meio termo entre as duas facções.

### O Darwinismo
Em 1874, Hodge publicou um livro O que é darwinismo?, alegando que o darwinismo era, em essência, o Ateísmo. Ele acha difícil acreditar que as leis naturais só poderia criar organismos complexos que se encaixam em seus nichos quase perfeita e que a evolução nunca explicou as origens, mas sim a evolução das espécies que já estavam formadas. Enquanto ele não considerou todas as ideias evolutivas para estar em conflito com a religião, estava preocupado com o seu ensino na América, especialmente nas escolas.